# John Geddes
John Reuben Geddes (Liverpool, Merseyside, 13 d'agost de 1936) és un ciclista anglès, ja retirat, que fou professional entre 1957 i 1964.
El 1956, com a ciclista amateur, va prendre part en els Jocs Olímpics de Melbourne, en què guanyà la medalla de bronze en la prova de persecució per equips, al costat de Tom Simpson, Donald Burgess i Michael Gambrill.
Com a professional destaca una victòria al Circuit de les Ardenes de 1962.

## Palmarès
- 1956
  -  Medalla de bronze als Jocs Olímpics de Melbourne en persecució per equips
- 1959
  - Vencedor d'una etapa de la Milk Race
- 1962
  - 1r al Circuit de les Ardenes